# Wereldkampioenschap voetbal voor clubs 2019
Het zestiende FIFA-wereldkampioenschap voetbal voor clubs (Engels: FIFA Club World Cup) vond plaats van 11 tot en met 21 december 2019 in Qatar. Aan het kampioenschap, dat door de FIFA werd georganiseerd, namen zeven clubs deel: de winnaars van zes continentale bekertoernooien en de landskampioen van het organiserende land. De titelhouder was het Spaanse Real Madrid, maar ze wisten zich niet te plaatsen voor deze editie. Het Engelse Liverpool werd de nieuwe titelhouder, doordat ze in de finale wisten te winnen van Flamengo met 1–0 in de verlenging.

## Stadions
De FIFA wees drie stadions in de stad Doha aan. Dit waren het Jassim Bin Hamadstadion, het Khalifa Internationaal Stadion en het nieuw gebouwde Education Citystadion, dat werd geselecteerd om de laatste drie wedstrijden te organiseren. Op 7 december 2019 had de FIFA alle drie de wedstrijden verplaatst (de tweede halve finale op 18 december en de derde plaats en finale op 21 december). Van het Education City Stadium naar het Khalifa International Stadium, omdat de opening van het Education City Stadium werd uitgesteld tot begin 2020.
| Doha                           | Doha                    |
| ------------------------------ | ----------------------- |
| Khalifa Internationaal Stadion | Jassim Bin Hamadstadion |
| Capaciteit: 45.416             | Capaciteit: 11.918      |

## Deelnemers
| Team            | Confederatie | Kampioenschap                             | begint in:   | Aantal deelnames              |
| --------------- | ------------ | ----------------------------------------- | ------------ | ----------------------------- |
| Al-Sadd         | AFC          | Kampioen Qatari League 2018/19 (gastland) | Play-off     | 2e (vorige: 2011)             |
| Hienghène Sport | OFC          | Winnaar OFC Champions League 2019         | Play-off     | 1e                            |
| Espérance Tunis | CAF          | Winnaar CAF Champions League 2018/19      | Kwartfinale  | 3e (vorige: 2011, 2018)       |
| Monterrey       | CONCACAF     | Winnaar CONCACAF Champions League 2019    | Kwartfinale  | 4e (vorige: 2011, 2012, 2013) |
| Al-Hilal        | AFC          | Winnaar AFC Champions League 2019         | Kwartfinale  | 1e (vorige: 2001)             |
| Flamengo        | CONMEBOL     | Winnaar Copa Libertadores 2019            | Halve finale | 1e                            |
| Liverpool       | UEFA         | Winnaar UEFA Champions League 2018/19     | Halve finale | 2e (vorige: 2005)             |

## Scheidsrechters
De FIFA had vijf scheidsrechters, tien assistent-scheidsrechters, een ondersteunende scheidsrechter en zes video-assistenten aangesteld voor dit toernooi.
| Continentale bond | Scheidsrechter        | Assistenten                            | Ondersteunende scheidsrechter | Video-assistent                     |
| ----------------- | --------------------- | -------------------------------------- | ----------------------------- | ----------------------------------- |
| AFC               | Abdulrahman Al-Jassim | Taleb Al-Marri Saoud Al-Maqaleh        |                               | Fu Ming                             |
| CAF               | Mustapha Ghorbal      | Mahmoud Abouelregal Mokrane Gourari    |                               | Bakary Gassama                      |
| CONCACAF          | Ismail Elfath         | Kyle Atkins Corey Parker               |                               | () Alan Kelly                       |
| CONMEBOL          | Roberto Tobar         | Christian Schiemann Claudio Ríos Ortiz |                               | Esteban Ostojich                    |
| OFC               |                       |                                        | Abdelkader Zitouni            |                                     |
| UEFA              | Ovidiu Haţegan        | Octavian Sovre Sebastian Gheorghe      |                               | Juan Martínez Munuera Benoît Millot |

## Speelschema
|  | Play-off                                            | Play-off                                            |                                                     |                                                     | Kwartfinale                                  | Kwartfinale                                  |              |              | Halve finale | Halve finale |  |  | Finale   | Finale |
|  | 11 december - Doha (Jassim Bin Hamadstadion)        |                                                     |                                                     |                                                     |                                              |                                              |              |              |              |              |  |  |          |        |
|  | Al-Sadd (w.n.v.)                                    | 3                                                   |                                                     |                                                     | 14 december - Doha (Jassim Bin Hamadstadion) | 14 december - Doha (Jassim Bin Hamadstadion) |              |              |              |              |  |  |          |        |
|  | Al-Sadd (w.n.v.)                                    | 3                                                   |                                                     |                                                     | 14 december - Doha (Jassim Bin Hamadstadion) | 14 december - Doha (Jassim Bin Hamadstadion) |              |              |              |              |  |  |          |        |
|  | Hienghène Sport                                     | 1                                                   |                                                     |                                                     | Monterrey                                    | 3                                            |              |              |              |              |  |  |          |        |
|  | Hienghène Sport                                     | 1                                                   | 18 december - Doha (Khalifa Internationaal Stadion) |                                                     | Monterrey                                    | 3                                            |              |              |              |              |  |  |          |        |
|  |                                                     |                                                     |                                                     |                                                     | Al-Sadd                                      | 2                                            |              |              |              |              |  |  |          |        |
|  | Monterrey                                           | 1                                                   |                                                     |                                                     | Al-Sadd                                      | 2                                            |              |              |              |              |  |  |          |        |
|  | Monterrey                                           | 1                                                   |                                                     |                                                     |                                              |                                              |              |              |              |              |  |  |          |        |
|  |                                                     |                                                     | Liverpool                                           | 2                                                   |                                              |                                              |              |              |              |              |  |  |          |        |
|  |                                                     |                                                     | Liverpool                                           | 2                                                   |                                              |                                              |              |              |              |              |  |  |          |        |
|  |                                                     |                                                     | 21 december - Doha (Khalifa Internationaal Stadion) |                                                     |                                              |                                              |              |              |              |              |  |  |          |        |
|  |                                                     |                                                     |                                                     |                                                     |                                              |                                              |              |              |              |              |  |  |          |        |
|  | Liverpool (w.n.v.)                                  | 1                                                   |                                                     |                                                     |                                              |                                              |              |              |              |              |  |  |          |        |
|  | Liverpool (w.n.v.)                                  | 1                                                   | 14 december - Doha (Jassim Bin Hamadstadion)        |                                                     |                                              |                                              |              |              |              |              |  |  |          |        |
|  |                                                     | Flamengo                                            | 0                                                   |                                                     |                                              |                                              |              |              |              |              |  |  |          |        |
|  |                                                     |                                                     | 0                                                   | Al-Hilal                                            | 1                                            |                                              |              |              |              |              |  |  |          |        |
|  | 17 december - Doha (Khalifa Internationaal Stadion) |                                                     |                                                     | Al-Hilal                                            | 1                                            |                                              |              |              |              |              |  |  |          |        |
|  |                                                     | Espérance Tunis                                     | 0                                                   |                                                     |                                              |                                              |              |              |              |              |  |  |          |        |
|  | Flamengo                                            | Espérance Tunis                                     | 0                                                   | 3                                                   |                                              |                                              |              |              |              |              |  |  |          |        |
|  | Flamengo                                            | Vijfde plaats                                       | Vijfde plaats                                       | 3                                                   |                                              |                                              | Derde plaats | Derde plaats |              |              |  |  |          |        |
|  |                                                     | Vijfde plaats                                       | Vijfde plaats                                       |                                                     | Al-Hilal                                     | 1                                            | Derde plaats | Derde plaats |              |              |  |  |          |        |
|  | 17 december - Doha (Khalifa Internationaal Stadion) | 17 december - Doha (Khalifa Internationaal Stadion) | 21 december - Doha (Khalifa Internationaal Stadion) | 21 december - Doha (Khalifa Internationaal Stadion) | Al-Hilal                                     | 1                                            |              |              |              |              |  |  |          |        |
|  | 17 december - Doha (Khalifa Internationaal Stadion) | 17 december - Doha (Khalifa Internationaal Stadion) | 21 december - Doha (Khalifa Internationaal Stadion) | 21 december - Doha (Khalifa Internationaal Stadion) |                                              |                                              |              |              |              |              |  |  |          |        |
|  | Al-Sadd                                             | 2                                                   | Monterrey (w.n.s.)                                  | 2 (4)                                               |                                              |                                              |              |              |              |              |  |  |          |        |
|  | Al-Sadd                                             | 2                                                   | Monterrey (w.n.s.)                                  | 2 (4)                                               |                                              |                                              |              |              |              |              |  |  |          |        |
|  | Espérance Tunis                                     | 6                                                   |                                                     |                                                     |                                              |                                              |              |              |              |              |  |  | Al-Hilal | 2 (3)  |

## Wedstrijden

### Play-off
|                                              |                                                                                          |                           |                  | |
| 11 december 2019 20:30 (UTC+3) 18:30 (UTC+1) | Al-Sadd                                                                                  | 3 – 1 (1 – 0, 1 – 1) n.v. | Hienghène Sport  | Stadion: Jassim Bin Hamadstadion, Doha Toeschouwers: 7.047 Scheidsrechter: Mustapha Ghorbal Assistenten: Mahmoud Abouelregal Assistenten: Mokrane Gourari Vierde official: Ismail Elfath Vijfde official: Corey Parker Video-assistent: Benoît Millot AVAR 1: Bakary Gassama AVAR 2: Kyle Atkins |
| 11 december 2019 20:30 (UTC+3) 18:30 (UTC+1) | Bounedjah 26' Hassan Afif 39' Hassan 66', 100' Bounedjah; Al-Haydos Pedro 114' Al-Haydos | Verslag                   | 46' Roine B. Kaï | Stadion: Jassim Bin Hamadstadion, Doha Toeschouwers: 7.047 Scheidsrechter: Mustapha Ghorbal Assistenten: Mahmoud Abouelregal Assistenten: Mokrane Gourari Vierde official: Ismail Elfath Vijfde official: Corey Parker Video-assistent: Benoît Millot AVAR 1: Bakary Gassama AVAR 2: Kyle Atkins |
| 11 december 2019 20:30 (UTC+3) 18:30 (UTC+1) |                                                                                          |                           |                  | Stadion: Jassim Bin Hamadstadion, Doha Toeschouwers: 7.047 Scheidsrechter: Mustapha Ghorbal Assistenten: Mahmoud Abouelregal Assistenten: Mokrane Gourari Vierde official: Ismail Elfath Vijfde official: Corey Parker Video-assistent: Benoît Millot AVAR 1: Bakary Gassama AVAR 2: Kyle Atkins |
| 11 december 2019 20:30 (UTC+3) 18:30 (UTC+1) |                                                                                          |                           |                  | Stadion: Jassim Bin Hamadstadion, Doha Toeschouwers: 7.047 Scheidsrechter: Mustapha Ghorbal Assistenten: Mahmoud Abouelregal Assistenten: Mokrane Gourari Vierde official: Ismail Elfath Vijfde official: Corey Parker Video-assistent: Benoît Millot AVAR 1: Bakary Gassama AVAR 2: Kyle Atkins |
|                                              |                                                                                          |                           |                  | |

### Kwartfinales
|                                              |                                   |               |                 | |
| 14 december 2019 17:00 (UTC+3) 15:00 (UTC+1) | Al-Hilal                          | 1 – 0 (0 – 0) | Espérance Tunis | Stadion: Jassim Bin Hamadstadion, Doha Toeschouwers: 7.726 Scheidsrechter: Roberto Tobar Assistenten: Christian Schiemann Assistenten: Claudio Ríos Ortiz Vierde official: Ismail Elfath Vijfde official: Kyle Atkins Video-assistent: Juan Martínez Munuera AVAR 1: Corey Parker AVAR 2: Esteban Ostojich |
| 14 december 2019 17:00 (UTC+3) 15:00 (UTC+1) | Gomis 73' Carrillo Kanno 83', 85' | Verslag       |                 | Stadion: Jassim Bin Hamadstadion, Doha Toeschouwers: 7.726 Scheidsrechter: Roberto Tobar Assistenten: Christian Schiemann Assistenten: Claudio Ríos Ortiz Vierde official: Ismail Elfath Vijfde official: Kyle Atkins Video-assistent: Juan Martínez Munuera AVAR 1: Corey Parker AVAR 2: Esteban Ostojich |
| 14 december 2019 17:00 (UTC+3) 15:00 (UTC+1) |                                   |               |                 | Stadion: Jassim Bin Hamadstadion, Doha Toeschouwers: 7.726 Scheidsrechter: Roberto Tobar Assistenten: Christian Schiemann Assistenten: Claudio Ríos Ortiz Vierde official: Ismail Elfath Vijfde official: Kyle Atkins Video-assistent: Juan Martínez Munuera AVAR 1: Corey Parker AVAR 2: Esteban Ostojich |
| 14 december 2019 17:00 (UTC+3) 15:00 (UTC+1) |                                   |               |                 | Stadion: Jassim Bin Hamadstadion, Doha Toeschouwers: 7.726 Scheidsrechter: Roberto Tobar Assistenten: Christian Schiemann Assistenten: Claudio Ríos Ortiz Vierde official: Ismail Elfath Vijfde official: Kyle Atkins Video-assistent: Juan Martínez Munuera AVAR 1: Corey Parker AVAR 2: Esteban Ostojich |
|                                              |                                   |               |                 | |

|                                              |                                                                |               |                                              | |
| 14 december 2019 20:30 (UTC+3) 18:30 (UTC+1) | Monterrey                                                      | 3 – 2 (2 – 0) | Al-Sadd                                      | Stadion: Jassim Bin Hamadstadion, Doha Toeschouwers: 4.878 Scheidsrechter: Ovidiu Haţegan Assistenten: Octavian Sovre Assistenten: Sebastian Gheorghe Vierde official: Abdelkader Zitouni Vijfde official: Mokrane Gourari Video-assistent: () Alan Kelly AVAR 1: Mahmoud Abouelregal AVAR 2: Fu Ming |
| 14 december 2019 20:30 (UTC+3) 18:30 (UTC+1) | Vangioni 23' Rodríguez Funes Mori 45+1' Rodríguez 77' Gallardo | Verslag       | 66' Bounedjah Al-Haydos 89' Hassan Bounedjah | Stadion: Jassim Bin Hamadstadion, Doha Toeschouwers: 4.878 Scheidsrechter: Ovidiu Haţegan Assistenten: Octavian Sovre Assistenten: Sebastian Gheorghe Vierde official: Abdelkader Zitouni Vijfde official: Mokrane Gourari Video-assistent: () Alan Kelly AVAR 1: Mahmoud Abouelregal AVAR 2: Fu Ming |
| 14 december 2019 20:30 (UTC+3) 18:30 (UTC+1) |                                                                |               |                                              | Stadion: Jassim Bin Hamadstadion, Doha Toeschouwers: 4.878 Scheidsrechter: Ovidiu Haţegan Assistenten: Octavian Sovre Assistenten: Sebastian Gheorghe Vierde official: Abdelkader Zitouni Vijfde official: Mokrane Gourari Video-assistent: () Alan Kelly AVAR 1: Mahmoud Abouelregal AVAR 2: Fu Ming |
| 14 december 2019 20:30 (UTC+3) 18:30 (UTC+1) |                                                                |               |                                              | Stadion: Jassim Bin Hamadstadion, Doha Toeschouwers: 4.878 Scheidsrechter: Ovidiu Haţegan Assistenten: Octavian Sovre Assistenten: Sebastian Gheorghe Vierde official: Abdelkader Zitouni Vijfde official: Mokrane Gourari Video-assistent: () Alan Kelly AVAR 1: Mahmoud Abouelregal AVAR 2: Fu Ming |
|                                              |                                                                |               |                                              | |

### Wedstrijd voor vijfde plaats
|                                              |                                                      |               |                                                                              | |
| 17 december 2019 17:30 (UTC+3) 15:30 (UTC+1) | Al-Sadd                                              | 2 – 6 (1 – 4) | Espérance Tunis                                                              | Stadion: Khalifa Internationaal Stadion, Doha Toeschouwers: 15.037 Scheidsrechter: Abdelkader Zitouni Assistenten: Octavian Sovre Assistenten: Sebastian Gheorghe Vierde official: Ovidiu Haţegan Vijfde official: Mokrane Gourari Video-assistent: Benoît Millot AVAR 1: Fu Ming AVAR 2: Mahmoud Abouelregal |
| 17 december 2019 17:30 (UTC+3) 15:30 (UTC+1) | Hassan 24' Bounedjah 32' (pen.) Al-Haydos 49' (pen.) | Verslag       | 6', 42', 74' Elhouni Cheti 13', 25' (pen.) Badri Elhouni 87' Derbali Benguit | Stadion: Khalifa Internationaal Stadion, Doha Toeschouwers: 15.037 Scheidsrechter: Abdelkader Zitouni Assistenten: Octavian Sovre Assistenten: Sebastian Gheorghe Vierde official: Ovidiu Haţegan Vijfde official: Mokrane Gourari Video-assistent: Benoît Millot AVAR 1: Fu Ming AVAR 2: Mahmoud Abouelregal |
| 17 december 2019 17:30 (UTC+3) 15:30 (UTC+1) |                                                      |               |                                                                              | Stadion: Khalifa Internationaal Stadion, Doha Toeschouwers: 15.037 Scheidsrechter: Abdelkader Zitouni Assistenten: Octavian Sovre Assistenten: Sebastian Gheorghe Vierde official: Ovidiu Haţegan Vijfde official: Mokrane Gourari Video-assistent: Benoît Millot AVAR 1: Fu Ming AVAR 2: Mahmoud Abouelregal |
| 17 december 2019 17:30 (UTC+3) 15:30 (UTC+1) |                                                      |               |                                                                              | Stadion: Khalifa Internationaal Stadion, Doha Toeschouwers: 15.037 Scheidsrechter: Abdelkader Zitouni Assistenten: Octavian Sovre Assistenten: Sebastian Gheorghe Vierde official: Ovidiu Haţegan Vijfde official: Mokrane Gourari Video-assistent: Benoît Millot AVAR 1: Fu Ming AVAR 2: Mahmoud Abouelregal |
|                                              |                                                      |               |                                                                              | |

### Halve finales
|                                              |                                                                    |               |                                      | |
| 17 december 2019 20:30 (UTC+3) 18:30 (UTC+1) | Flamengo                                                           | 3 – 1 (0 – 1) | Al-Hilal                             | Stadion: Khalifa Internationaal Stadion, Doha Toeschouwers: 21.588 Scheidsrechter: Ismail Elfath Assistenten: Kyle Atkins Assistenten: Corey Parker Vierde official: Mustapha Ghorbal Vijfde official: Taleb Al-Marri Video-assistent: () Alan Kelly AVAR 1: Bakary Gassama AVAR 2: Saoud Al-Maqaleh |
| 17 december 2019 20:30 (UTC+3) 18:30 (UTC+1) | De Arrascaeta 49' Bruno Henrique 78' Rafinha Al-Bulaihi 82' (e.d.) | Verslag       | 18' Al-Dawsari Al-Breik 83' Carrillo | Stadion: Khalifa Internationaal Stadion, Doha Toeschouwers: 21.588 Scheidsrechter: Ismail Elfath Assistenten: Kyle Atkins Assistenten: Corey Parker Vierde official: Mustapha Ghorbal Vijfde official: Taleb Al-Marri Video-assistent: () Alan Kelly AVAR 1: Bakary Gassama AVAR 2: Saoud Al-Maqaleh |
| 17 december 2019 20:30 (UTC+3) 18:30 (UTC+1) |                                                                    |               |                                      | Stadion: Khalifa Internationaal Stadion, Doha Toeschouwers: 21.588 Scheidsrechter: Ismail Elfath Assistenten: Kyle Atkins Assistenten: Corey Parker Vierde official: Mustapha Ghorbal Vijfde official: Taleb Al-Marri Video-assistent: () Alan Kelly AVAR 1: Bakary Gassama AVAR 2: Saoud Al-Maqaleh |
| 17 december 2019 20:30 (UTC+3) 18:30 (UTC+1) |                                                                    |               |                                      | Stadion: Khalifa Internationaal Stadion, Doha Toeschouwers: 21.588 Scheidsrechter: Ismail Elfath Assistenten: Kyle Atkins Assistenten: Corey Parker Vierde official: Mustapha Ghorbal Vijfde official: Taleb Al-Marri Video-assistent: () Alan Kelly AVAR 1: Bakary Gassama AVAR 2: Saoud Al-Maqaleh |
|                                              |                                                                    |               |                                      | |

|                                              |                |               |                                                | |
| 18 december 2019 20:30 (UTC+3) 18:30 (UTC+1) | Monterrey      | 1 – 2 (1 – 1) | Liverpool                                      | Stadion: Khalifa Internationaal Stadion, Doha Toeschouwers: 45.416 Scheidsrechter: Roberto Tobar Assistenten: Christian Schiemann Assistenten: Claudio Ríos Ortiz Vierde official: Ovidiu Haţegan Vijfde official: Saoud Al-Maqaleh Video-assistent: Esteban Ostojich AVAR 1: Juan Martínez Munuera AVAR 2: Taleb Al-Marri |
| 18 december 2019 20:30 (UTC+3) 18:30 (UTC+1) | Funes Mori 14' | Verslag       | 12' Keïta Salah 90+1' Firmino Alexander-Arnold | Stadion: Khalifa Internationaal Stadion, Doha Toeschouwers: 45.416 Scheidsrechter: Roberto Tobar Assistenten: Christian Schiemann Assistenten: Claudio Ríos Ortiz Vierde official: Ovidiu Haţegan Vijfde official: Saoud Al-Maqaleh Video-assistent: Esteban Ostojich AVAR 1: Juan Martínez Munuera AVAR 2: Taleb Al-Marri |
| 18 december 2019 20:30 (UTC+3) 18:30 (UTC+1) |                |               |                                                | Stadion: Khalifa Internationaal Stadion, Doha Toeschouwers: 45.416 Scheidsrechter: Roberto Tobar Assistenten: Christian Schiemann Assistenten: Claudio Ríos Ortiz Vierde official: Ovidiu Haţegan Vijfde official: Saoud Al-Maqaleh Video-assistent: Esteban Ostojich AVAR 1: Juan Martínez Munuera AVAR 2: Taleb Al-Marri |
| 18 december 2019 20:30 (UTC+3) 18:30 (UTC+1) |                |               |                                                | Stadion: Khalifa Internationaal Stadion, Doha Toeschouwers: 45.416 Scheidsrechter: Roberto Tobar Assistenten: Christian Schiemann Assistenten: Claudio Ríos Ortiz Vierde official: Ovidiu Haţegan Vijfde official: Saoud Al-Maqaleh Video-assistent: Esteban Ostojich AVAR 1: Juan Martínez Munuera AVAR 2: Taleb Al-Marri |
|                                              |                |               |                                                | |

### Wedstrijd voor derde plaats
| |                                                 |                            |                                                         | |
| 21 december 2019 17:30 (UTC+3) 15:30 (UTC+1)                                                                                        | Monterrey                                       | 2 – 2 * (0 – 1) 4 – 3 pen. | Al-Hilal                                                | Stadion: Khalifa Internationaal Stadion, Doha Toeschouwers: 19.318 Scheidsrechter: Ovidiu Haţegan Assistenten: Octavian Sovre Assistenten: Sebastian Gheorghe Vierde official: Abdelkader Zitouni Vijfde official: Claudio Ríos Ortiz Video-assistent: Benoît Millot AVAR 1: Fu Ming AVAR 2: Mahmoud Abouelregal AVAR 3: () Alan Kelly |
| 21 december 2019 17:30 (UTC+3) 15:30 (UTC+1)                                                                                        | A. González 55' Urretaviscaya Meza 60' Zaldívar | Verslag                    | 35' Carlos Eduardo Al-Shahrani 66' Gomis Carlos Eduardo | Stadion: Khalifa Internationaal Stadion, Doha Toeschouwers: 19.318 Scheidsrechter: Ovidiu Haţegan Assistenten: Octavian Sovre Assistenten: Sebastian Gheorghe Vierde official: Abdelkader Zitouni Vijfde official: Claudio Ríos Ortiz Video-assistent: Benoît Millot AVAR 1: Fu Ming AVAR 2: Mahmoud Abouelregal AVAR 3: () Alan Kelly |
| 21 december 2019 17:30 (UTC+3) 15:30 (UTC+1)                                                                                        | Strafschoppen                                   |                            |                                                         | Stadion: Khalifa Internationaal Stadion, Doha Toeschouwers: 19.318 Scheidsrechter: Ovidiu Haţegan Assistenten: Octavian Sovre Assistenten: Sebastian Gheorghe Vierde official: Abdelkader Zitouni Vijfde official: Claudio Ríos Ortiz Video-assistent: Benoît Millot AVAR 1: Fu Ming AVAR 2: Mahmoud Abouelregal AVAR 3: () Alan Kelly |
| 21 december 2019 17:30 (UTC+3) 15:30 (UTC+1)                                                                                        | J. González Medina Funes Mori Vásquez Cárdenas  |                            | Gomis Giovinco Carlos Eduardo Hyun-soo Kanno            | Stadion: Khalifa Internationaal Stadion, Doha Toeschouwers: 19.318 Scheidsrechter: Ovidiu Haţegan Assistenten: Octavian Sovre Assistenten: Sebastian Gheorghe Vierde official: Abdelkader Zitouni Vijfde official: Claudio Ríos Ortiz Video-assistent: Benoît Millot AVAR 1: Fu Ming AVAR 2: Mahmoud Abouelregal AVAR 3: () Alan Kelly |
| Bijz.:* Doordat de wedstrijd na 90 minuten in een gelijke stand eindigde, werd er direct overgegaan op het nemen van strafschoppen. |                                                 |                            |                                                         | |

### Finale
|                                              |                                  |                           |          | |
| 21 december 2019 20:30 (UTC+3) 18:30 (UTC+1) | Liverpool                        | 1 – 0 (0 – 0, 0 – 0) n.v. | Flamengo | Stadion: Khalifa Internationaal Stadion, Doha Toeschouwers: 45.416 Scheidsrechter: Abdulrahman Al-Jassim Assistenten: Taleb Al-Marri Assistenten: Saoud Al-Maqaleh Vierde official: Mustapha Ghorbal Vijfde official: Mokrane Gourari Video-assistent: Juan Martínez Munuera AVAR 1: Esteban Ostojich AVAR 2: Kyle Atkins AVAR 3: Bakary Gassama |
| 21 december 2019 20:30 (UTC+3) 18:30 (UTC+1) | Salah 76' Keïta Firmino 99' Mané | Verslag                   |          | Stadion: Khalifa Internationaal Stadion, Doha Toeschouwers: 45.416 Scheidsrechter: Abdulrahman Al-Jassim Assistenten: Taleb Al-Marri Assistenten: Saoud Al-Maqaleh Vierde official: Mustapha Ghorbal Vijfde official: Mokrane Gourari Video-assistent: Juan Martínez Munuera AVAR 1: Esteban Ostojich AVAR 2: Kyle Atkins AVAR 3: Bakary Gassama |
| 21 december 2019 20:30 (UTC+3) 18:30 (UTC+1) |                                  |                           |          | Stadion: Khalifa Internationaal Stadion, Doha Toeschouwers: 45.416 Scheidsrechter: Abdulrahman Al-Jassim Assistenten: Taleb Al-Marri Assistenten: Saoud Al-Maqaleh Vierde official: Mustapha Ghorbal Vijfde official: Mokrane Gourari Video-assistent: Juan Martínez Munuera AVAR 1: Esteban Ostojich AVAR 2: Kyle Atkins AVAR 3: Bakary Gassama |
| 21 december 2019 20:30 (UTC+3) 18:30 (UTC+1) |                                  |                           |          | Stadion: Khalifa Internationaal Stadion, Doha Toeschouwers: 45.416 Scheidsrechter: Abdulrahman Al-Jassim Assistenten: Taleb Al-Marri Assistenten: Saoud Al-Maqaleh Vierde official: Mustapha Ghorbal Vijfde official: Mokrane Gourari Video-assistent: Juan Martínez Munuera AVAR 1: Esteban Ostojich AVAR 2: Kyle Atkins AVAR 3: Bakary Gassama |
|                                              |                                  |                           |          | |

| Liverpool | Flamengo |

| DM             | 01 | Alisson Becker          |            |
| RV             | 66 | Trent Alexander-Arnold  |            |
| CV             | 04 | Virgil van Dijk         |            |
| CV             | 12 | Joe Gomez               |            |
| LV             | 26 | Andrew Robertson        |            |
| CM             | 08 | Naby Keïta              | 100'       |
| CM             | 14 | Jordan Henderson        |            |
| CM             | 15 | Alex Oxlade-Chamberlain | 75'        |
| RB             | 11 | Mohamed Salah           | 81' 120+1' |
| SP             | 09 | Roberto Firmino         | 100' 106'  |
| LB             | 10 | Sadio Mané              | 45+1'      |
| Wisselspelers: |    |                         |            |
| GK             | 13 | Adrián                  |            |
| GK             | 22 | Andy Lonergan           |            |
| VD             | 51 | Ki-Jana Hoever          |            |
| VD             | 72 | Sepp van den Berg       |            |
| VD             | 76 | Neco Williams           |            |
| MV             | 05 | Georginio Wijnaldum     |            |
| MV             | 07 | James Milner            | 100' 105'  |
| MV             | 20 | Adam Lallana            | 75'        |
| MV             | 48 | Curtis Jones            |            |
| AV             | 23 | Xherdan Shaqiri         | 120+1'     |
| AV             | 27 | Divock Origi            | 106'       |
| AV             | 67 | Harvey Elliott          |            |
| Coach:         |    |                         |            |
| Jürgen Klopp   |    |                         |            |

| DM             | 01 | Diego Alves            |          |
| RV             | 13 | Rafinha                | 90+2' *  |
| CV             | 03 | Rodrigo Caio           |          |
| CV             | 04 | Pablo Marí             |          |
| LV             | 16 | Filipe Luís            |          |
| RM             | 07 | Everton Ribeiro        | 82'      |
| CM             | 05 | Willian Arão           | 120'     |
| VM             | 14 | Giorgian De Arrascaeta | 77'      |
| CM             | 08 | Gerson                 | 102'     |
| LM             | 27 | Bruno Henrique         |          |
| SP             | 09 | Gabriel Barbosa        |          |
| Wisselspelers: |    |                        |          |
| DM             | 22 | Gabriel Batista        |          |
| DM             | 37 | César                  |          |
| VD             | 02 | Rodinei                |          |
| VD             | 06 | Renê                   |          |
| VD             | 26 | Matheus Thuler         |          |
| VD             | 44 | Rhodolfo               |          |
| MV             | 10 | Diego ( 82')           | 82' 112' |
| MV             | 19 | Reinier                |          |
| MV             | 25 | Robert Piris Da Motta  |          |
| MV             | 28 | Orlando Berrío         | 120'     |
| AV             | 11 | Vitinho                | 77' 90'  |
| AV             | 29 | Lincoln                | 102'     |
| Coach:         |    |                        |          |
| Jorge Jesus    |    |                        |          |

Bijz.: * De scheidsrechter besloot een strafschop toe te kennen aan Liverpool. Na bestudering van de beelden, aangedragen door de video-assistent, werd alsnog geen strafschop toegekend en de gele kaart werd ook ingetrokken.
| Winnaar WK voetbal voor clubs 2019          |
| ------------------------------------------- |
| Liverpool 1e titel (1e keer wereldkampioen) |

## Individuele prijzen
| Prijs                  | Speler          | Club            |
| ---------------------- | --------------- | --------------- |
| Gouden Bal             | Mohamed Salah   | Liverpool       |
| Zilveren Bal           | Bruno Henrique  | Flamengo        |
| Bronzen Bal            | Carlos Eduardo  | Al-Hilal        |
| Fair-Play Award (club) | Espérance Tunis | Espérance Tunis |

## Statistieken
| Topscorers     | Topscorers             | Topscorers      | Topscorers | Topscorers           |              | Assists                | Assists         | Assists | Assists |
| Pos.           | Speler                 | Club            |            | Gescoord met penalty | Pos.         | Speler                 | Club            | Assist  |         |
| -------------- | ---------------------- | --------------- | ---------- | -------------------- | ------------ | ---------------------- | --------------- | ------- | ------- |
| 1.             | Baghdad Bounedjah      | Al-Sadd         | 3          | 1                    | 1.           | Hassan Al-Haydos       | Al-Sadd         | 3       |         |
| 1.             | Hamdou Elhouni         | Espérance Tunis | 3          | 0                    | 2.           | Trent Alexander-Arnold | Liverpool       | 1       |         |
| 3.             | Anice Badri            | Espérance Tunis | 2          | 1                    | 2.           | Abdelraouf Benguit     | Espérance Tunis | 1       |         |
| 3.             | Roberto Firmino        | Liverpool       | 2          | 0                    | 2.           | Baghdad Bounedjah      | Al-Sadd         | 1       |         |
| 3.             | Rogelio Funes Mori     | Monterrey       | 2          | 0                    | 2.           | Mohammed Al-Breik      | Al-Hilal        | 1       |         |
| 3.             | Bafétimbi Gomis        | Al-Hilal        | 2          | 0                    | 2.           | Bruno Henrique         | Flamengo        | 1       |         |
| 3.             | Abdelkarim Hassan      | Al-Sadd         | 2          | 0                    | 2.           | Carlos Eduardo         | Al-Hilal        | 1       |         |
| 8.             | Giorgian De Arrascaeta | Flamengo        | 1          | 0                    | 2.           | André Carrillo         | Al-Hilal        | 1       |         |
| 8.             | Bruno Henrique         | Flamengo        | 1          | 0                    | 2.           | Ilyes Chetti           | Espérance Tunis | 1       |         |
| 8.             | Carlos Eduardo         | Al-Hilal        | 1          | 0                    | 2.           | Hamdou Elhouni         | Espérance Tunis | 1       |         |
| 8.             | Salem Al-Dawsari       | Al-Hilal        | 1          | 0                    | 2.           | Jesús Gallardo         | Monterrey       | 1       |         |
| 8.             | Sameh Derbali          | Espérance Tunis | 1          | 0                    | 2.           | Abdelkarim Hassan      | Al-Sadd         | 1       |         |
| 8.             | Arturo González        | Monterrey       | 1          | 0                    | 2.           | Bertrand Kaï           | Hienghène Sport | 1       |         |
| 8.             | Hassan Al-Haydos       | Al-Sadd         | 1          | 1                    | 2.           | Sadio Mané             | Liverpool       | 1       |         |
| 8.             | Naby Keïta             | Liverpool       | 1          | 0                    | 2.           | Rafinha                | Flamengo        | 1       |         |
| 8.             | Maximiliano Meza       | Monterrey       | 1          | 0                    | 2.           | Carlos Rodríguez       | Monterrey       | 1       |         |
| 8.             | Pedro                  | Al-Sadd         | 1          | 0                    | 2.           | Mohamed Salah          | Liverpool       | 1       |         |
| 8.             | Carlos Rodríguez       | Monterrey       | 1          | 0                    | 2.           | Yasser Al-Shahrani     | Al-Hilal        | 1       |         |
| 8.             | Antoine Roine          | Hienghène Sport | 1          | 0                    | 2.           | Jonathan Urretaviscaya | Monterrey       | 1       |         |
| 8.             | Leonel Vangioni        | Monterrey       | 1          | 0                    | 2.           | Ángel Zaldívar         | Monterrey       | 1       |         |
| Eigen doelpunt |                        |                 |            |                      |              |                        |                 |         |         |
| Pos.           | Speler                 | Club            |            |                      | Tegenstander |                        |                 |         |         |
| 1.             | Ali Al-Bulaihi         | Al-Hilal        | 1          | 1                    | Flamengo     |                        |                 |         |         |

Kaartenoverzicht (clubs)
Tussen de haakjes wordt vermeld het aantal kaarten voor stafleden.
| Club            | Gele kaart | Twee gele kaarten in 1 wedstrijd aan dezelfde speler | Rode kaart | Totaal |
| --------------- | ---------- | ---------------------------------------------------- | ---------- | ------ |
| Al-Hilal        | 4          | 1                                                    | 1          | 7      |
| Al-Sadd         | 4          |                                                      | 1          | 5      |
| Espérance Tunis | 1          |                                                      |            | 1      |
| Flamengo        | 5          |                                                      |            | 5      |
| Hienghène Sport | 2          |                                                      |            | 2      |
| Liverpool       | 5 (1)      |                                                      |            | 5 (1)  |
| Monterrey       | 7 (1)      |                                                      |            | 7 (1)  |

Kaartenoverzicht (scheidsrechters)
Tussen de haakjes wordt vermeld het aantal kaarten voor stafleden.
| Naam                  | Wedstrijden | Gele kaart | Twee gele kaarten in 1 wedstrijd aan dezelfde speler | Rode kaart | Totaal | Gem  | Continentale bond |
| --------------------- | ----------- | ---------- | ---------------------------------------------------- | ---------- | ------ | ---- | ----------------- |
| Ismail Elfath         | 1           | 6          | 0                                                    | 1          | 7      | 7    | CONCACAF          |
| Mustapha Ghorbal      | 1           | 2          | 0                                                    | 0          | 2      | 2    | CAF               |
| Ovidiu Haţegan        | 2           | 9          | 0                                                    | 0          | 9      | 4.5  | UEFA              |
| Abdulrahman Al-Jassim | 1           | 6          | 0                                                    | 0          | 6      | 6    | AFC               |
| Roberto Tobar         | 2           | 5 (2)      | 1                                                    | 0          | 7 (2)  | 4.5  | CONMEBOL          |
| Abdelkader Zitouni    | 1           | 0          | 0                                                    | 1          | 1      | 1    | OFC               |
| Totaal                | 8           | 28 (2)     | 1                                                    | 2          | 32 (2) | 4.25 |                   |

## Eindrangschikking

### Eindstand
| Pos    | Club            | Confederatie | Wed | Win | Gel | Ver | Doelsaldo | Doelsaldo | Doelsaldo |
| Pos    | Club            | Confederatie | Wed | Win | Gel | Ver | DV        | DT        | +/−       |
| ------ | --------------- | ------------ | --- | --- | --- | --- | --------- | --------- | --------- |
| Goud   | Liverpool       | UEFA         | 2   | 2   | 0   | 0   | 3         | 1         | +2        |
| Zilver | Flamengo        | CONMEBOL     | 2   | 1   | 0   | 1   | 3         | 2         | +1        |
| Brons  | Monterrey       | CONCACAF     | 3   | 1   | 1   | 1   | 6         | 6         | 0         |
| 4.     | Al-Hilal        | AFC          | 3   | 1   | 1   | 1   | 5         | 4         | -1        |
| 5.     | Espérance Tunis | CAF          | 2   | 1   | 0   | 1   | 6         | 3         | +3        |
| 6.     | Al-Sadd         | AFC          | 3   | 1   | 0   | 2   | 7         | 10        | -3        |
| 7.     | Hienghène Sport | OFC          | 1   | 0   | 0   | 1   | 1         | 3         | -2        |

2000 · 2001 · 2005 · 2006 · 2007 · 2008 · 2009 · 2010 · 2011 · 2012 · 2013 · 2014 · 2015 · 2016 · 2017 · 2018 ·  2019 · 2020 · 2021 · 2022 · 2023 · 2025 · 2029